# Гравитационо поље
Гравитационо поље је материјални посредник преко којег се преноси гравитационо деловање (гравитациона сила) са једног на друго тело. У складу са класичном (Њутновом) механиком интензитет, правац и смер гравитационог поља описани су векторском физичком величином G која носи назив јачина гравитационог поља и бројно је једнака јачини гравитационе силе која делује на тело јединичне масе које се налази у датој тачки гравитационог поља (G=F/m).

## Класична механика
У класичној механици поље није реални ентитет, него модел који описује гравитацију. Поље може да буде одређено користећи Њутнов закон гравитације. Кад је дефинисано на тај начин, гравитационо поље око честице је векторско поље које се у свакој тачки састоји од вектора усмереног директно ка честици. Магнитуда поља у свакој тачки се израчунава применом универзалног закона, и представља силу по јединици масе на сваком објекту у тој тачки простора. Пошто је поље сила конзервативно, постоји скаларна потенцијална енергија по јединици масе у свакој тачки у простору асоцираном са пољем сила. То се назива гравитационим потенцијалом. Једначина поља је:
{\displaystyle \mathbf {g} ={\frac {\mathbf {F} }{m}}=-{\frac {{\rm {d}}^{2}\mathbf {r} }{{\rm {d}}t^{2}}}=-{\frac {GM}{|\mathbf {r} |^{2}}}\mathbf {\hat {r}} =-\nabla \Phi \,\!}
где је:
- = локално убрзање услед гравитације,
- = гравитациона сила,
- = позиција масе m, и {\displaystyle \scriptstyle \mathbf {\hat {r}} \,\!} је јединични вектор у правцу r,
- t = време,
- G = гравитациона константа,
- M = гравитациона маса произвољног тела,
- ∇ = делта оператор,
- Φ = гравитациони потенцијал.

О самом механизму деловања гравитационе силе и гравитационог поља, откривач закона гравитације, Исак Њутн одбијао је да се изјасни, правдајући то својом познатом изреком да он „хипотезе не измишља него из појава изводи“.

## Општа теорија релативности
Овај проблем, међутим, са успехом ће знатно касније решити Алберт Ајнштајн, ослањајући се на тековине нове нееуклидске геометрије која је настала током 19. века, захваљујући напорима пре свега математичара Николаја Лобачевског, Бернхарда Римана, Феликса Клајна као и Жила Анрија Поенкареа.
Ајнштајн је механизам деловања гравитационе силе и гравитационог поља објаснио тако што је ову силу „геометрисао“, односно довео је у везу са закључцима који следе из постулата и теорема нееуклидске геометрије. Масивна небеска тела својом масом мењају својства околног простора, који тада више није „раван“ или еуклидски него „закривљен“ или нееуклидски простор. У таквом, закривљеном простору друга тела (као и светлост) морају да одступају од праволинијске путање простирања или да се праволинијски убрзавају у правцу извора гравитационог поља, што ми опажамо као деловање гравитационе силе. Ајнштајн је, дакле, кретање тела у пољу гравитационих сила објаснио као врсту слободног или инерцијалног кретања тела без утицаја било каквих сила, али у простору гравитационог поља који је закривљен, а не раван, па је према томе могуће да у њему ни инерцијално кретање не мора више да буде равномерно праволинијско као што је то био случај у класичној, Њутновој, механици. У прилог тврдњи да је кретање у гравитационом пољу инерцијално или слободно, између осталог, може се навести и чињеница да када на тело делује само гравитациона сила, то дејство је неосетно (бестежинско стање). То је исто као када на тело не би деловала никаква сила, односно када би се оно налазило у стању инерцијалног кретања у простору без гравитационог поља.
Поређења ради, нешто слично би се десило када би се, на пример, на неку затегнуту гумену површину поставила једна гвоздена кугла. Кугла би тада удубила, односно закривила простор на гуменој површини, тако да би неко друго тело, на пример један кликер, у његовој близини закривљивало путању свога кретања на сличан начин и из сличних разлога као што неко мање тело закривљује своју путању у гравитационом пољу другог масивнијег тела. Једино што се у случају гравитационог поља не ради о закривљености дводимензионалне равни, каква је гумена површина, у тродимензионалном простору, него о закривљености тродимензионалног простора у четвородимензионалном континууму простор-времена.
Ово Ајнштајново објашњење гравитације настало је, иначе, као плод његових напора да прошири принцип релативности са инерцијалних система референције на неинерцијалне или убрзане системе, односно да уопшти резултате до којих је дошао стварајући своју Специјалну теорију релативности и тако створи једну Општу теорију релативности. У овој теорији гравитационо поље је одређено као решење Ајнштајнових једначина поља:
{\displaystyle \mathbf {G} ={\frac {8\pi G}{c^{4}}}\mathbf {T} \,\!}
- = Стрес–енергијски тензор,
- = Ајнштајнов тензор,
- = брзина светлости,

Његова Општа теорија релативности не може се, међутим, сматрати завршеном теоријом, због неуспеха који је Ајнштајн доживео у покушају да свој нови метод „геометризације“, са гравитационе прошири и на електромагнетну интеракцију. Због тога се ова Ајнштајнова теорија у научној јавности још увек сматра искључиво теоријом гравитације, упркос Ајнштајновој жељи и намери да од ње створи једну тоталну теорију поља, која би у себи осим гравитационог обухватила и објашњење осталих фундаменталних физичких поља и то пре свега електромагнетног.